# Adam Kadmon
Adam Kadmon (en hebreo: אדמ קדמון, "Hombre Primordial," también llamado Adam Elyon אָדָם עֶלִיוֹן o Adam Ila'ah אָדָם עִילָּאָה, "Hombre Supremo"; abreviado como א"ק, A"K) y este a su vez del arameo - Hombre de la tierra, significa "Hombre Primordial" en los textos de la Cábala, se refiere al primer Mundo espiritual que nació después de la contracción de la luz infinita de Dios. Adam Kadmon es diferente del Adam HaRishon (el Adán) físico. 
En la Cábala luriana, el Adam Kadmon tiene un elevado estado, equivalente al Purusha de los Upanishads y comparable al Anthropos del gnosticismo. El Adam Kadmon, el hombre original, es la síntesis del Árbol de la vida cabalístico que emana del Ein Sof. En la Cábala luriana, la descripción del Adam Kadmon es antropomórfica. No obstante, el Adam Kadmon es luz divina sin «recipientes», es decir, potencial puro. En la psique humana, el Adam Kadmon corresponde a la Yejidá, la esencia colectiva del alma.

## En el judaísmo

### Filón de Alejandría
El primero en usar la expresión "hombre original" u "hombre celestial" fue Filón de Alejandría, en cuya opinión el γενικός (genikos), u οὐράνιος ἄνθρωπος (uranios antropos), "como nacido a imagen de Dios, no tiene participación en ninguna esencia corruptible o terrenal, mientras que el hombre terrenal está hecho de una materia suelta, llamada masa de barro." El hombre celestial, como la imagen perfecta del Logos, no es ni hombre ni mujer, sino una inteligencia incorpórea, puramente una idea, en comparación con el hombre terrenal, que fue creado por Dios posteriormente y que es perceptible a los sentidos y participa de las cualidades terrenales. Filón evidentemente combina filosofía y Midrash, Platón y rabinos. Partiendo del relato bíblico duplicado de Adán, que fue formado a imagen de Dios (Génesis 1:27), y del primer hombre, cuyo cuerpo Dios formó de la tierra (Génesis 2: 7), combina con esto la doctrina platónica de las ideas, tomando al Adán primordial como la idea, y al hombre creado de carne y hueso como la "imagen". 
El que las ideas filosóficas de Filón se basan en el Midrash, y no la inversa, es evidente en su afirmación aparentemente sin sentido de que el "hombre celestial", el οὐράνιος ἄνθρωπο (que es simplemente una idea), no es "ni hombre ni mujer". Esta doctrina, sin embargo, se vuelve bastante inteligible a la luz del siguiente Midrash antiguo. 

#### Midrash
La notable contradicción entre los dos pasajes del Génesis antes citados no podía ser pasada por alto por los fariseos, para quienes la Biblia era un tema de estudio detenido. Al explicar los diversos puntos de vista sobre la creación de Eva, enseñaban que Adán fue creado como un hombre-mujer (andrógino), explicando זָכָ֥ר וּנְקֵבָ֖ה (Génesis 1:27) como "masculino y femenino" en lugar de "hombre y mujer", y que la separación de los sexos surgió de la operación subsiguiente sobre el cuerpo de Adán, tal y como se relata en las Escrituras. Esto explicaría la afirmación de Filón respecto a que el hombre original no era ni hombre ni mujer. 

Esta doctrina sobre el Logos, como también aquella del hombre hecho "a semejanza", si bien teñida de un verdadero matiz filónico, también está basada en la teología de los fariseos. Por ejemplo, en un antiguo Midrash se dice:
'Tú me has formado por detrás y por delante' (Salmos 139: 5) debe ser entendido como 'antes del primero día de la Creación y después de su último día'. Porque se dice: 'Y el espíritu de Dios se movió sobre la faz de las aguas', es decir, el espíritu del Mesías ["el espíritu de Adán" en el pasaje paralelo, Midr. Teh. a cxxxix. 5; ambas lecturas son esencialmente la misma], de quien se dice (Isaías 11: 2), "Y el espíritu del Señor se posará sobre él". 
En esto se resume el núcleo de la doctrina filosófica de Filón sobre la creación del hombre original. Lo llama la idea del Adán terrenal, mientras que para los rabinos el espíritu (רוח) de Adán no solo existía antes de la creación del Adán terrenal, sino que era preexistente a toda la creación. Del Adán o Mesías preexistente hasta el Logos, hay simplemente un paso.